# Quinhagak
Quinhagak é uma cidade localizada no estado americano de Alasca, no Condado de Berrien.

## Demografia
Segundo o censo americano de 2000, a sua população era de 555 habitantes.
Em 2006, foi estimada uma população de 558, um aumento de 3 (0.5%).

## Geografia
De acordo com o United States Census Bureau, a localidade tem uma área de 13,6 km², dos quais 12,1 km² cobertos por terra e 1,5 km² cobertos por água.

## Localidades na vizinhança
O diagrama seguinte representa as localidades num raio de 80 km ao redor de Quinhagak.